# Podsvětí (seriál)
Podsvětí (v rumunském originále Subteran) je rumunský televizní seriálový thriller, který vytvořil Steve Bailie. Premiéra se uskutečnila 8. ledna 2025 na streamovací platformě Netflix.

## Synopse
Cami, mladá IT specialistka a matka, se ocitá v bukurešťském podsvětí poté, co je zavražděn její snoubenec Luca a její syn se stane terčem útoku zločinecké organizace. Cami se pod falešnou identitou infiltruje do této organizace a spolu s tajným vyšetřovatelem Romanem proti nim vytáhne do boje zevnitř, aby se pomstila a zachránila svého syna.

## Obsazení
| Ana Ularuová         | Cami Serbu / Sonia Lazăr           |
| Cezar Grumăzescu     | Marius Roman                       |
| Florin Piersic Jr.   | Nicolae Tănase                     |
| Irina Arteniiová     | Tili Tănase                        |
| Irina Arteniiová     | Crisi Tănase                       |
| Conrad Mericoffer    | Luca Voinea                        |
| Marius Damian        | Horațiu „Banca“ Uncheselu          |
| Radu Bânzaru         | Ion Tatu                           |
| Crenguta Haritonová  | Carmen Tatu                        |
| Cristian Popa        | Sabin Golescu                      |
| Ovidiu Ianu          | Burcea                             |
| Sorin Tofan          | Moraru                             |
| Adriana Trandafirová | Doroteea Serbu                     |
| Vladimir Andriescu   | Matei Serbu                        |
| Alecsandru Dunaev    | Vasile Coman                       |
| Vlad Brumaru         | Florin Tomescu                     |
| Alex Velea           | Ionuț „Piuliță“ Tomescu            |
| Andreea Vasileová    | Dimi Petrache                      |
| Adrian Păduraru      | Cornel Zisu                        |
| Alexandru Ion        | policista Stanca                   |
| Radu Zetu            | policista Mitrea                   |
| Dan Murzea           | Porter                             |
| Emilian Marnea       | soudní patolog                     |
| Madalina Craiuová    | zdravotní sestra od Nicolae Tănase |

## Díly
| Č. v seriálu | Původní název | Český název | Oficiální vydání |
| ------------ | ------------- | ----------- | ---------------- |
| 1            | Episodul 1    | 1. díl      | 8. ledna 2025    |
| 2            | Episodul 2    | 2. díl      | 8. ledna 2025    |
| 3            | Episodul 3    | 3. díl      | 8. ledna 2025    |
| 4            | Episodul 4    | 4. díl      | 8. ledna 2025    |
| 5            | Episodul 5    | 5. díl      | 8. ledna 2025    |
| 6            | Episodul 6    | 6. díl      | 8. ledna 2025    |